# Nada Pode Nos Parar
A Nada Pode Nos Parar (abreviada como NPNP) foi a turnê de estreia do grupo musical brasileiro Rebeldes. Teve início em 30 de outubro de 2011 em suporte ao seu álbum de estreia homônimo Rebeldes (2011), sendo encerrada em 22 de setembro de 2012, totalizando 63 apresentações em diversas cidades brasileiras.

## Desenvolvimento
Rick Bonadio, produtor musical do grupo, foi o diretor da turnê. Os ensaios tiveram início um mês antes da estreia, em setembro de 2011. As coreografias foram desenvolvidas por Paula Peixoto, esposa de Bonadio, com as apresentações também contando com um time de quatro dançarinos. Em 29 de outubro, o grupo apresentou as canções do álbum no Festival NoCapricho de 2011, no Espaço das Américas, São Paulo. O repertório da turnê foi divulgado no dia da estreia. Todas as canções originais do álbum foram incluídas, além de um solo para cada integrante; Sophia Abrahão, Chay Suede, Lua Blanco, Arthur Aguiar e Mel Fronckowiak interpretaram covers e Micael Borges apresentou "Rap Rebeldes", canção escrita por ele mesmo.
A entrada do grupo em cada show era repleta de efeitos especiais; as apresentações contaram com uma enorme cortina em frente ao palco e silhuetas com as posições de cada integrante. Os figurinos foram escolhidos de acordo com a personalidade de seus personagens na telenovela. Em determinadas apresentações da turnê, os cantores Manu Gavassi e João Victor foram atos de abertura. A turnê recebeu o título de Nada Pode Nos Parar a partir da apresentação do dia 22 de janeiro de 2012, em Salvador.

## Público
Em 30 de outubro de 2011, no show de estreia da turnê em Porto Alegre, foi divulgado que um público de 6.2 mil pessoas estava presente. Na apresentação do dia 27 de novembro em Salvador, estavam presentes 17.5 mil pessoas. No primeiro dia de gravação do DVD do grupo, em 4 de dezembro, havia um público de sete mil pessoas na apresentação de São Paulo. Os ingressos haviam se esgotado cerca de uma semana antes 
da data. Segundo o Jornal da Record, 15 mil ingressos foram esgotados mais de uma semana antes do show no Centro de Convenções, Recife, em 9 de março de 2012. A apresentação do dia 14 de abril em Brasília, teve a presença de mais de 20 mil pessoas. Foi divulgado que mais de cinco mil pessoas estavam presentes em uma apresentação em Florianópolis, no dia 5 de maio. Em 13 de maio, o grupo fez um show em Belém para mais de 20 mil pessoas, de acordo com o portal R7. Em 7 de junho, estava presente um público de 12 mil pessoas durante as apresentações de Rebeldes e Restart, na 26.ª Festa do Peão de Americana. Na apresentação de 9 de junho no Espaço das Américas, São Paulo, estava presente um público de sete mil pessoas. Uma apresentação de 6 de julho na Esplanada dos Ministérios, Brasília, obteve um público recorde de mais de 80 mil pessoas, sendo um marco histórico para o grupo.

## Gravações profissionais
Determinadas apresentações foram transmitidas ao vivo no R7. O primeiro álbum ao vivo e de vídeo do grupo foram gravados no Espaço das Américas, São Paulo, durante as apresentações de 4 e 5 de dezembro de 2011. Os dois álbuns então foram lançados com o título de Rebeldes: Ao Vivo, em abril de 2012. No palco, os casais capricharam no romantismo e nos carinhos, aproveitando também para conversar com o público e pedir para que cantassem junto com eles.

## Incidente
Uma grande confusão se gerou durante uma apresentação do grupo no Ginásio da Luso, Bauru, em 7 de abril de 2012. Mais de 50 boletins de ocorrência foram registrados, todos relacionados ao show. A maior parte dos B.O.s relatou a venda de ingressos acima da capacidade do local, o que fez com que muitas pessoas ficassem de fora mesmo tendo adquirido o ingresso com antecedência. Porém, de acordo com a organização do show, foram vendidos 3.5 mil ingressos, com o local tendo capacidade para 5 mil. A polícia precisou conter uma discussão depois que um homem revoltado desligou um dos relógios de energia e parte do público ficou no escuro. A apresentação só não foi interrompida porque havia um gerador. Depois de mais de três horas de tumulto a situação se estabilizou. Crianças e adultos saíram do local com ferimentos no peito, pescoço e rosto. Quatro dias depois, foi confirmado que as pessoas que não conseguiram entrar no local iriam ser ressarcidas.

## Atos de abertura
- Manu Gavassi (2011)
- João Victor
- Juliani & Bruno (2012)

## Repertório
Este repertório é representativo dos shows que aconteceram no dias 4 e 5 de dezembro de 2011, em São Paulo. Ele não representa todos os shows da turnê.
1. "Rebelde para Sempre"
2. "Do Jeito Que Eu Sou"
3. "Tchau pra Você"
4. "Ponto Fraco"
5. "Quando Estou do Seu Lado"
6. "Você É o Melhor pra Mim"
7. "Depois da Chuva"
8. "O Amor Está em Jogo"
9. "Como um Rockstar"
10. "Juntos Até o Fim"
11. "Livre pra Viver"
12. "Um Dia de Cada Vez"
13. "Outra Frequência"
14. "Born This Way" (solo de Sophia Abrahão) (cover de Lady Gaga)
15. "Last Nite" (solo de Chay Suede) (cover de The Strokes)
16. "Rap Rebeldes" (solo de Micael Borges)
17. "Firework" (solo de Lua Blanco) (cover de Katy Perry)
18. "Toda Forma de Amor" (solo de Arthur Aguiar) (cover de Lulu Santos)
19. "Loca" (solo de Mel Fronckowiak) (cover de Shakira)

Bis
1. "Rebelde para Sempre" (remix)

- "Funk do Google" foi introduzida no repertório da turnê como uma "brincadeira" dos integrantes a partir de 27 de novembro de 2011, sucedendo "Rebelde para Sempre" (remix), porém só apareceu em certos shows de 2011. O grupo só passou a performar a canção de forma frequente a partir dos shows de 2012.
- Durante festivais, os solos dos integrantes eram retirados do repertório.
- "Nada Pode Nos Parar" entrou no repertório da turnê a partir da apresentação de 9 de junho de 2012, sucedendo "Rebelde para Sempre" e antecedendo "Do Jeito Que Eu Sou".
- Na apresentação final da turnê, os solos dos integrantes foram retirados do repertório para seis novas canções do álbum Meu Jeito, Seu Jeito serem adicionadas.

## Datas
| Parte 1                       |                       |        |                                             |
| 30 de outubro de 2011         | Porto Alegre          | Brasil | Pepsi on Stage                              |
| 27 de novembro de 2011        | Salvador              | Brasil | Wet'n Wild                                  |
| 3 de dezembro de 2011         | Goiânia               | Brasil | Atlanta Music Hall                          |
| 4 de dezembro de 2011         | São Paulo             | Brasil | Espaço das Américas                         |
| 5 de dezembro de 2011         | São Paulo             | Brasil | Espaço das Américas                         |
| 17 de dezembro de 2011        | Vitória               | Brasil | Arena Vitória                               |
| 18 de dezembro de 2011        | São Paulo             | Brasil | Espaço das Américas                         |
| 25 de dezembro de 2011        | Rio de Janeiro        | Brasil | HSBC Arena                                  |
| 1 de janeiro de 2012          | Guarujá               | Brasil | Arena Jequitimar                            |
| Parte 2 – Nada Pode Nos Parar |                       |        |                                             |
| 22 de janeiro de 2012         | Salvador              | Brasil | Wet'n Wild                                  |
| 28 de janeiro de 2012         | Rio de Janeiro        | Brasil | HSBC Arena                                  |
| 3 de março de 2012            | Rio de Janeiro        | Brasil | Estádio Olímpico Nilton Santos              |
| 9 de março de 2012            | Recife                | Brasil | Centro de Convenções                        |
| 10 de março de 2012           | João Pessoa           | Brasil | Forrock                                     |
| 11 de março de 2012           | Fortaleza             | Brasil | Siará Hall                                  |
| 17 de março de 2012           | São José do Rio Preto | Brasil | Centro Regional de Eventos                  |
| 18 de março de 2012           | Pouso Alegre          | Brasil | Texas Country Eventos                       |
| 31 de março de 2012           | Ribeirão Preto        | Brasil | Taiwan Centro de Eventos                    |
| 7 de abril de 2012            | Bauru                 | Brasil | Ginásio da Luso                             |
| 8 de abril de 2012            | Sorocaba              | Brasil | Clube União Recreativo                      |
| 13 de abril de 2012           | Uberlândia            | Brasil | Castelli Hall                               |
| 14 de abril de 2012           | Brasília              | Brasil | Parque de Exposições da Granja do Torto     |
| 16 de abril de 2012           | São Paulo             | Brasil | Teatro da Rádio Mix FM                      |
| 21 de abril de 2012           | Volta Redonda         | Brasil | Ginásio da PET                              |
| 22 de abril de 2012           | Juiz de Fora          | Brasil | La Rocca                                    |
| 27 de abril de 2012           | Aracaju               | Brasil | Praça de Eventos da Orla                    |
| 28 de abril de 2012           | Maceió                | Brasil | Vox Room                                    |
| 29 de abril de 2012           | Natal                 | Brasil | Vila Folia                                  |
| 30 de abril de 2012           | São Luís              | Brasil | Estacionamento do Rio Anil Shopping         |
| 1 de maio de 2012             | Teresina              | Brasil | Atlantic City                               |
| 2 de maio de 2012             | Sobral                | Brasil | Coqueiros Clube                             |
| 3 de maio de 2012             | Juazeiro do Norte     | Brasil | Parque de Eventos Padre Cícero              |
| 4 de maio de 2012             | Porto Alegre          | Brasil | Pepsi on Stage                              |
| 5 de maio de 2012             | Florianópolis         | Brasil | Stage Music Park                            |
| 6 de maio de 2012             | Curitiba              | Brasil | Curitiba Master Hall                        |
| 11 de maio de 2012            | Porto Velho           | Brasil | Talismã 21                                  |
| 12 de maio de 2012            | Manaus                | Brasil | Studio 5 Centro de Convenções               |
| 13 de maio de 2012            | Belém                 | Brasil | Hangar                                      |
| 1 de junho de 2012            | Feira de Santana      | Brasil | Estação da Música                           |
| 2 de junho de 2012            | Petrolina             | Brasil | Iate Clube de Petrolina                     |
| 3 de junho de 2012            | Caruaru               | Brasil | Palladium                                   |
| 7 de junho de 2012            | Americana             | Brasil | Parque de Eventos CCA                       |
| 8 de junho de 2012            | Novo Hamburgo         | Brasil | Fenac                                       |
| 9 de junho de 2012            | São Paulo             | Brasil | Espaço das Américas                         |
| 29 de junho de 2012           | Ibitinga              | Brasil | Clube de Campo Andreza                      |
| 30 de junho de 2012           | Joinville             | Brasil | Complexo Centreventos Cau Hansen            |
| 1 de julho de 2012            | Londrina              | Brasil | Parque de Exposições Ney Braga              |
| 6 de julho de 2012            | Brasília              | Brasil | Esplanada dos Ministérios                   |
| 7 de julho de 2012            | Campo Grande          | Brasil | Ginásio do Rádio Clube do Campo             |
| 8 de julho de 2012            | Cuiabá                | Brasil | Parque de Exposições Jonas Pinheiro         |
| 13 de julho de 2012           | Sobral                | Brasil | Coqueiros Club                              |
| 14 de julho de 2012           | Campina Grande        | Brasil | Ginásio Clube Campestre                     |
| 15 de julho de 2012           | Recife                | Brasil | Clube Português                             |
| 21 de julho de 2012           | Goiânia               | Brasil | Goiânia Arena                               |
| 22 de julho de 2012           | Franca                | Brasil | Castelinho                                  |
| 3 de agosto de 2012           | Vitória               | Brasil | Ginásio Álvares Cabral                      |
| 4 de agosto de 2012           | Belo Horizonte        | Brasil | Chevrolet Hall                              |
| 17 de agosto de 2012          | Araraquara            | Brasil | Bazuah Eventos                              |
| 18 de agosto de 2012          | Ribeirão Preto        | Brasil | Estádio Doutor Francisco de Palma Travassos |
| 25 de agosto de 2012          | São Paulo             | Brasil | Espaço das Américas                         |
| 1 de setembro de 2012         | Arapiraca             | Brasil | Ilha do Pirá                                |
| 2 de setembro de 2012         | Aracaju               | Brasil | Espaço Emes                                 |
| 22 de setembro de 2012        | São José do Rio Preto | Brasil | Centro Regional de Eventos                  |

### Apresentações canceladas
| Data                  | Cidade     | Local                        |
| --------------------- | ---------- | ---------------------------- |
| 20 de janeiro de 2012 | Ilhéus     | Batuba Beach                 |
| 18 de maio de 2012    | Santarém   | Atlético Cearense            |
| 19 de maio de 2012    | Boa Vista  | CTG                          |
| 20 de maio de 2012    | Macapá     | Estacionamento do Sambódromo |
| 25 de maio de 2012    | Marabá     | Stop Toddy                   |
| 26 de maio de 2012    | Imperatriz | Parque de Exposição          |
| 27 de maio de 2012    | Araguaína  | Olympia Shows                |
| 19 de agosto de 2012  | Luziânia   | Parque de Exposições         |
| 28 de outubro de 2012 | Vinhedo    | Adler Eventos                |